# 크리스티안 갈라노
크리스티안 갈라노(이탈리아어: Cristian Galano, 1991년 4월 1일 ~ )는 이탈리아의 축구 선수이다. 현재 세리에 B의 SSC 바리에서 미드필더나 공격수로 활약하고 있다.